# 实验大鼠

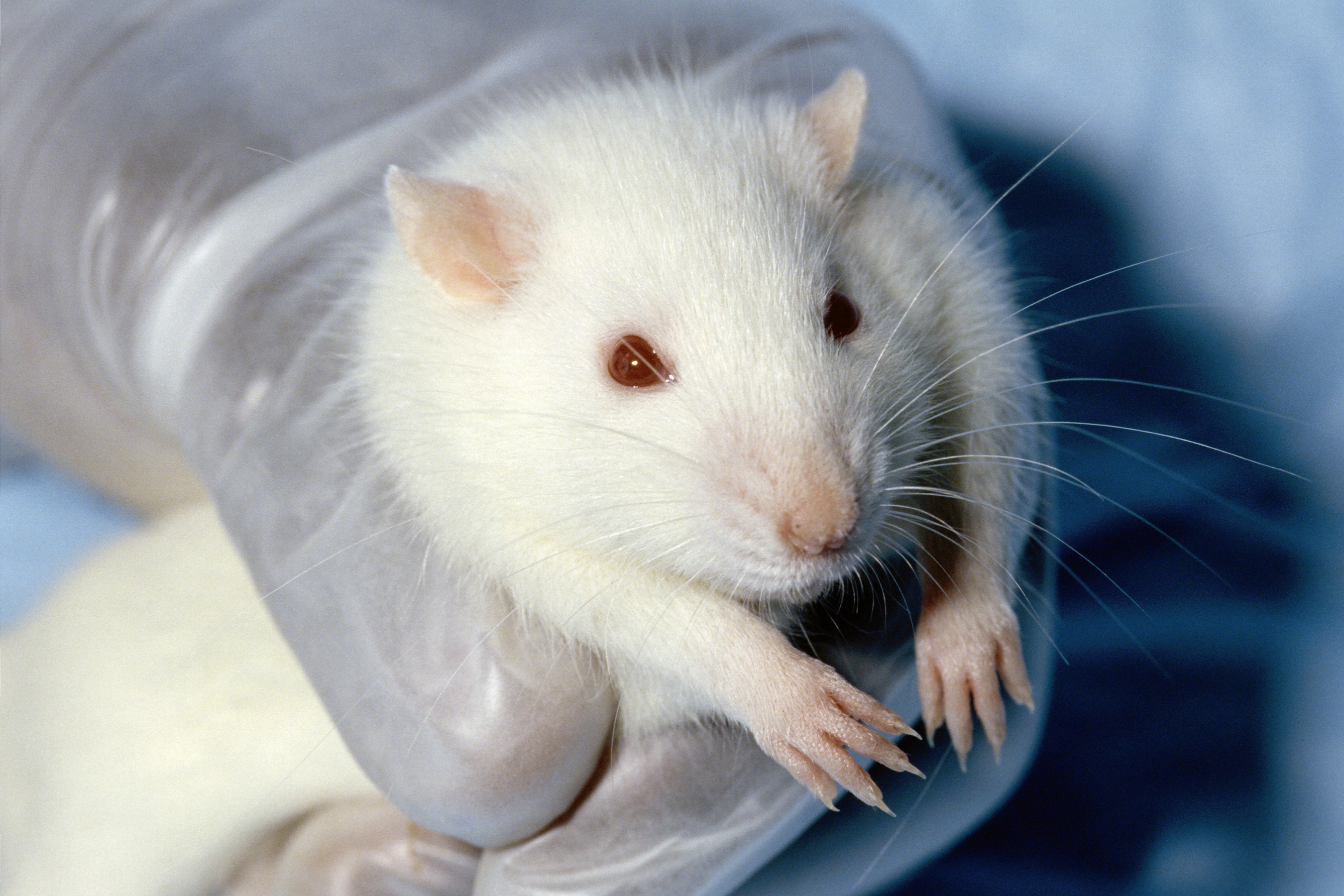
一隻白化品系的實驗大鼠（Wistar大鼠），特徵是毛髮為白色、眼珠為紅色

实验大鼠是一种专为动物实验而驯化的褐家鼠（Rattus norvegicus），能用于心理学、医学，以及生物学研究。
实验大鼠因为生长快、易于饲养、繁殖力强，以及成本相对低廉而受到研究人员的欢迎。在藥物管理的方面，实验大鼠和实验小鼠构成了实验动物的主体，大约90%的实验动物都是小鼠和大鼠。大部分的实验大鼠品系都是白化品系，因分泌黑色素的功能缺失，毛髮為白色、眼珠為紅色是其特征。大鼠品系按遗传背景可以分为近交系和远交系两大类:3。
人类使用大鼠进行动物实验的历史可以追溯到19世纪中叶:3，可以认为大鼠是第一种专门驯化用于科学实验的动物:4-6。人类第一种驯化的实验大鼠品系是Wistar大鼠。该品系由威斯塔研究所在1907年完成驯化。目前，实验大鼠不仅能用于药物筛选、药物毒理评价，也能用于构建人类的疾病模型:14:42-45。

## 历史

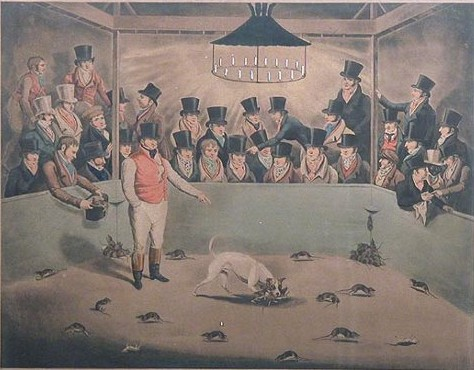
曾风靡一时的赌博游戏“鼠下料”。该游戏开始前，会将狗和一些褐家鼠放在同一个坑里，参与者就賭狗能在多久时间内杀死所有的鼠进行下注

褐家鼠（Rattus norvegicus）的驯化历史可以追溯至18到19世纪。當時欧洲曾出现专以捕捉褐家鼠为生的捕鼠人职业。褐家鼠被抓到后，有时直接被杀死、也有被食用或出售给一种名为“鼠下料”的赌博活动的情况。在这个过程中，一些褐家鼠因毛色奇异得以留存:5。
人类在19世纪中叶开始利用白化大鼠进行科学实验。1828年一项关于饥饿的实验是人类第一次使用大鼠进行动物实验的记录。1877到1885年间，雨果·克朗佩（Hugo Crampe）曾使用大鼠进行毛色性状的遗传学实验，首次在动物中证明了孟德尔遗传定理的正确性:5。根据现有的记录，实验大鼠是第一种人类专门驯化用于进行科学实验的动物。巴黎植物园早在1856年就豢养一种黑色连帽大鼠群体，这一群体的后代在2000时仍然存续，而且巴黎植物园仍在继续饲养这一群体。今天的近交系大鼠品系PAR/Lou即源自这一来自巴黎植物园的黑色连帽大鼠群体:5。而第一种标准化的驯化实验大鼠是Wistar大鼠，由威斯塔研究所在1906年完成驯化。现有的大鼠品系中，超过一半的品系都源自Wistar大鼠品系。第一种培育出的近交系实验大鼠是PA品系大鼠:5。

## 解剖学与生理学特性
实验大鼠有着相对较短的毛髮，尾巴长而且无毛髮覆盖。实验大鼠的耳朵圆而直立、眼珠凸出、吻部尖、鬍鬚长。实验大鼠的每个肢都有五个脚趾。大部分实验大鼠品系都是分泌黑色素功能缺失的白化品系，特征是毛髮為白色、眼珠為紅色。
实验大鼠的寿命普遍在2.5-3.5年之间，出生时重约5-6克。成年的雄性实验大鼠重约450-520克，比重量一般在250-300克范围内的成年雌性大鼠稍重。实验大鼠的正常体温范围是35.9-37.5°C、平均每分钟会呼吸约85次，心跳次数为每分钟330-480次。实验大鼠每天大约需要食用5-6克食物，饮用10-12毫升的水:7。与其它啮齿类动物相似，实验大鼠无汗腺、不能喘气，体温调节功能不发达。新生的实验大鼠在出生後第一週完全不具备体温调节功能。当周围环境温度变高时，实验大鼠并不会增加饮水，而是通过流涎、穴居或躲进阴凉处应对高温。实验大鼠应对低温的能力比应对高温强，褐色脂肪组织在实验大鼠对抗寒冷的过程中发挥关键作用:7。

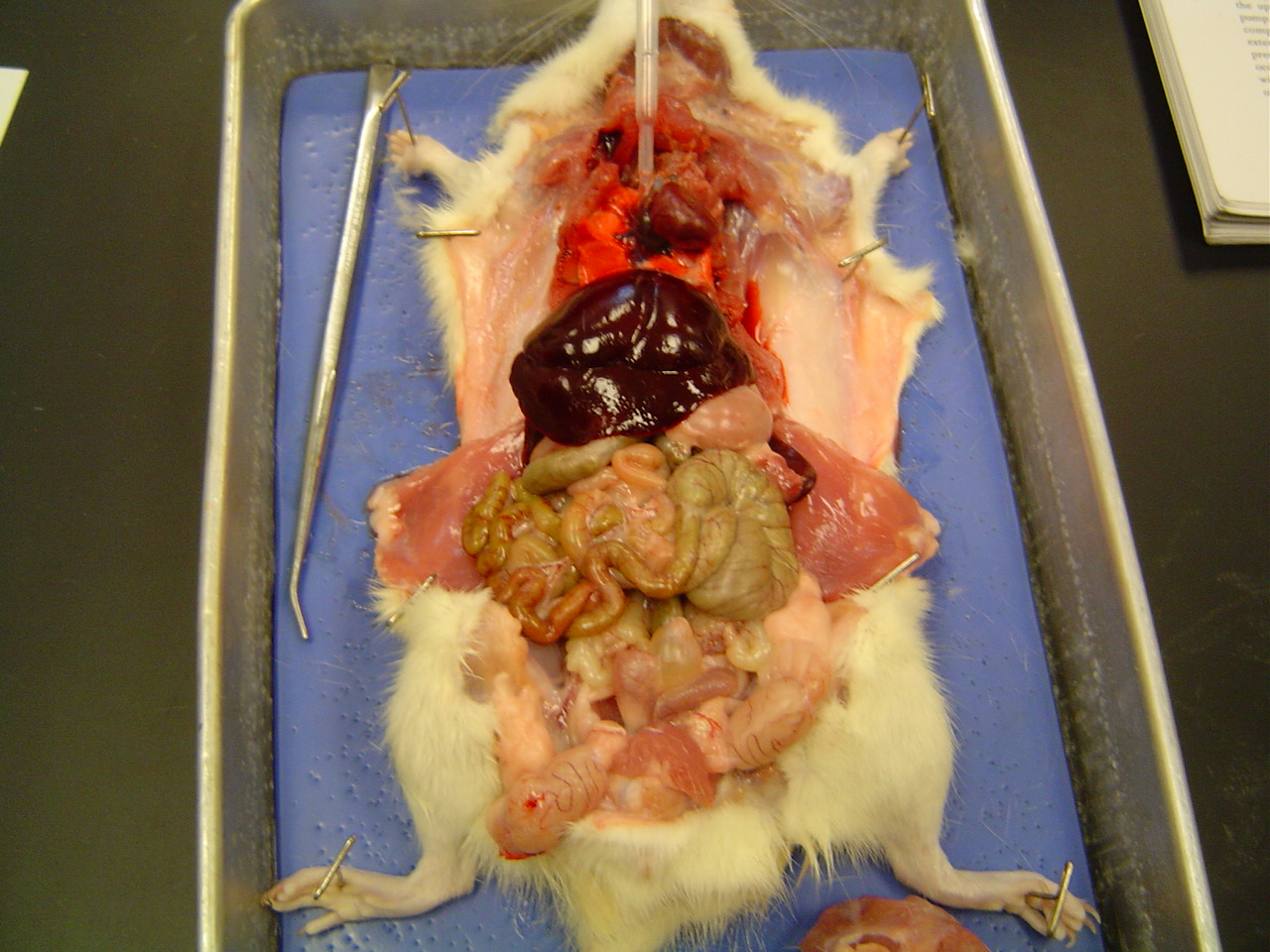
一隻接受解剖的實驗大鼠，可清晰見到各器官

肌肉系统和骨骼系统方面，实验大鼠的骨骼可分为头骨、椎骨、胸骨、肋骨以及前后肢骨:42-45。消化系统方面，实验大鼠的牙齿由一对终身不断生长，需不断进行磨牙的门齿和3对臼齿组成。实验大鼠的消化道从口到肛可分为食道、胃、小肠、大肠。实验大鼠的胃分为前胃和胃体两部分，前胃的作用与食道类似，而胃体能分泌消化食物的胃酸，中间由一个界限嵴隔开。因为胃部具有界限嵴，大鼠不会发生呕吐现象。实验大鼠的肝解剖学上可分为4个叶:8-10:42-45。呼吸系统方面，实验大鼠气管及支气管腺不发达、肺结构较为特别，左肺由单个肺叶组成，右肺分为4个肺叶。大鼠出生时呼吸系统并不完全成熟，出生后4-7天呼吸系统才会初步成熟，出生后10天细支气管方才出现:8-10:42-45。循环系统方面，实验大鼠心脏重量大约是体重的1/25，每千克体重对应50-70毫升的血液。实验大鼠的心脏血液供给源同时来自冠状动脉和冠状外动脉，这一点与鱼类相似:15-17。神经系统和内分泌系统方面，实验大鼠大脑半球发达，背面盖住了间脑和中脑。实验大鼠的垂体与漏斗之间的结合相对脆弱，较容易摘除。实验大鼠垂体—肾上腺功能发达，反映在实验大鼠灵敏的应激反应上。实验大鼠的脑部发出13对脑神经，外周神经系统由34对脊神经组成。实验大鼠视觉较差，尤其是白化品系的大鼠。实验大鼠的听觉范围比人宽，能听到次声波和超声波。实验大鼠嗅觉灵敏、触觉高度依赖胡须:18-22:42-45。免疫系统方面，大鼠的胸腺虽质量不随年龄增长下降，但会逐步替换为结缔组织和脂肪组织。在造血功能方面，大鼠的脾脏成年后也能维持造血功能，长骨终身具有造血功能:15。
生殖系统和泌尿系统方面，实验大鼠的右肾比左肾稍靠前。雄性实验大鼠肛门与生殖器的距离比雌性实验大鼠宽，利用这一点能分辨实验大鼠的性别。雌性实验大鼠在胸部和腹部分别有3对乳头，雄性实验大鼠的睾丸会在32-35天下沉:11-13:42-45。

## 习性及饲养

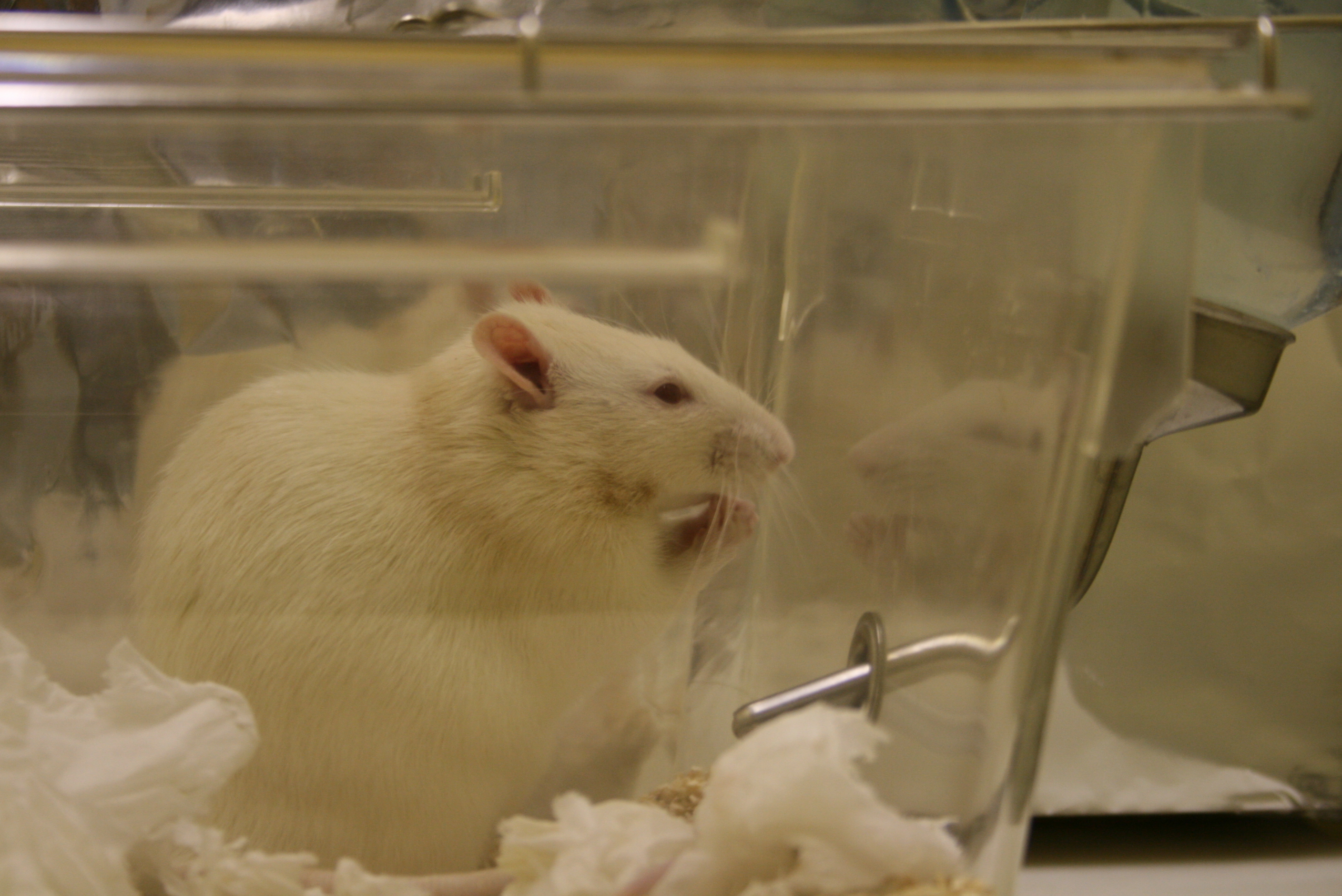
实验大鼠通常被饲养在如图所示的笼子中，笼中需要有垫料，并为实验大鼠提供饲料和干净的饮用水

实验大鼠依据体内寄生的微生物种类可分为普通级（conventional，可缩写为CV）、无特定病原体级（specific pathogen free，可缩写为“SPF”），以及无菌级（germ free，可缩写为GF）。普通级的实验大鼠无任何防护措施。无特定病原体级的实验大鼠需要饲养在达到一定条件的动物房中，饲养环境能阻止特定病原体在这类实验大鼠中寄生。无特定病原体级的实验大鼠是受国际认可的标准动物模型。无菌级的实验大鼠需要生活在无菌环境中，体内不含有任何微生物:22-23。
实验大鼠的热中性区在4-29℃之间，最适合其生长的温度范围是20-26℃。过高的环境湿度会导致实验大鼠被病原体感染的机率增加，过低的环境湿度会导致大鼠患上环尾症等疾病。一般来说，饲养大鼠的动物房室温应控制在20-24℃，空气湿度不应该低于50%（也有文献认为:40动物房温度应控制在20-26℃之间、空气湿度应介于30-70%之间）。为了维持实验大鼠的正常生物节律，动物房的光照-黑暗应以12小时-14小时或12-10小时为循环。动物房内也不应该有过强的噪音，否则会对实验大鼠造成不利影响，一般来说，饲养实验大鼠的动物房噪音不应超过85分贝:46-47。
饲养实验大鼠的笼舍中，尤其需要注意控制的两种气体是二氧化碳和氨气。它们都是实验大鼠的代谢产物。饲养实验小鼠的笼舍应使用耐实验大鼠代谢产物侵蚀、对实验大鼠无毒的材料制成。如果要对笼舍进行湿热灭菌，还需要保证材料能耐受湿热灭菌时相对高的温度。笼舍的顶盖由金属棍组成网状或栅栏状，部分顶盖能为饲料和饮水瓶提供支点。笼舍可以根据需要装配防护装置，防止微生物在不同的笼舍之间扩散。笼舍内应至少提供充足的食物和水、合适的湿度和温度、垫料（一般由纸屑、锯末、玉米芯等材料充当）、以及活动和休息的场所。根据需要和具体条件，可为笼舍提供额外的设备。因实验大鼠具有社会性，不应该将实验小鼠单独饲养。为保证实验大鼠生活的品质，体重在120-500克之间、单独饲养实验大鼠应有350平方厘米的生活空间，而饲养在同一个笼舍中的成年实验大鼠群体应保证总生活空间面积不低于（350+群体内实验大鼠总体重）平方厘米。饲养在同一个笼舍中的幼年实验大鼠群体应保证总生活空间面积不低于（350+0.6倍群体内实验大鼠总体重）平方厘米:32-39:47-52。
实验大鼠在小型实验动物中具有相对较高的智能:31-32。实验大鼠的咬力较大，如不慎被咬，可能会造成严重的创伤。因此，操作实验大鼠时应尽量小心操作，避免被实验大鼠咬到。因实验大鼠具有较强社会性，一般来说不应单独饲养实验大鼠。实验大鼠群体内部具有等级性，在共同饲养之初，可能会发生一些打斗，但在某只大鼠确立支配地位后，打斗便会停止，地位较低的大鼠会服从自己较低的地位。雄性实验大鼠之间的攻击行为较轻，因此可以在同一笼舍中饲养多只实验大鼠:6。
雌性实验大鼠大约在出生后8-9周开始初次发情，雄性实验大鼠的性成熟相对较晚，在出生后10-12周。如果需要实验大鼠进行交配，最好将一雌一雄或二雌一雄的性成熟大鼠进行合笼。交配成功后，雌性大鼠会出现阴道栓，据此可以判断交配是否成功。实验大鼠的孕期一般是21-23天。雌性实验大鼠一般一次能产仔10-12只，生产一般发生在夜间。生产后，雌性实验大鼠会吃掉胎盘。雌性大鼠产下的幼崽会由共同生活的大鼠群体共同抚养长大。

### 动物福利
2004年提出实验动物应该享有的五项自由，即免于饥渴的自由、免于不适的自由、免于痛苦、伤害和不适的自由、表达主要天性的自由，以及免于恐惧和焦虑的自由已受到各国的广泛认可。动物实验还应遵守“3R原则”，即替代原则、减少原则、改良原则:77-95。

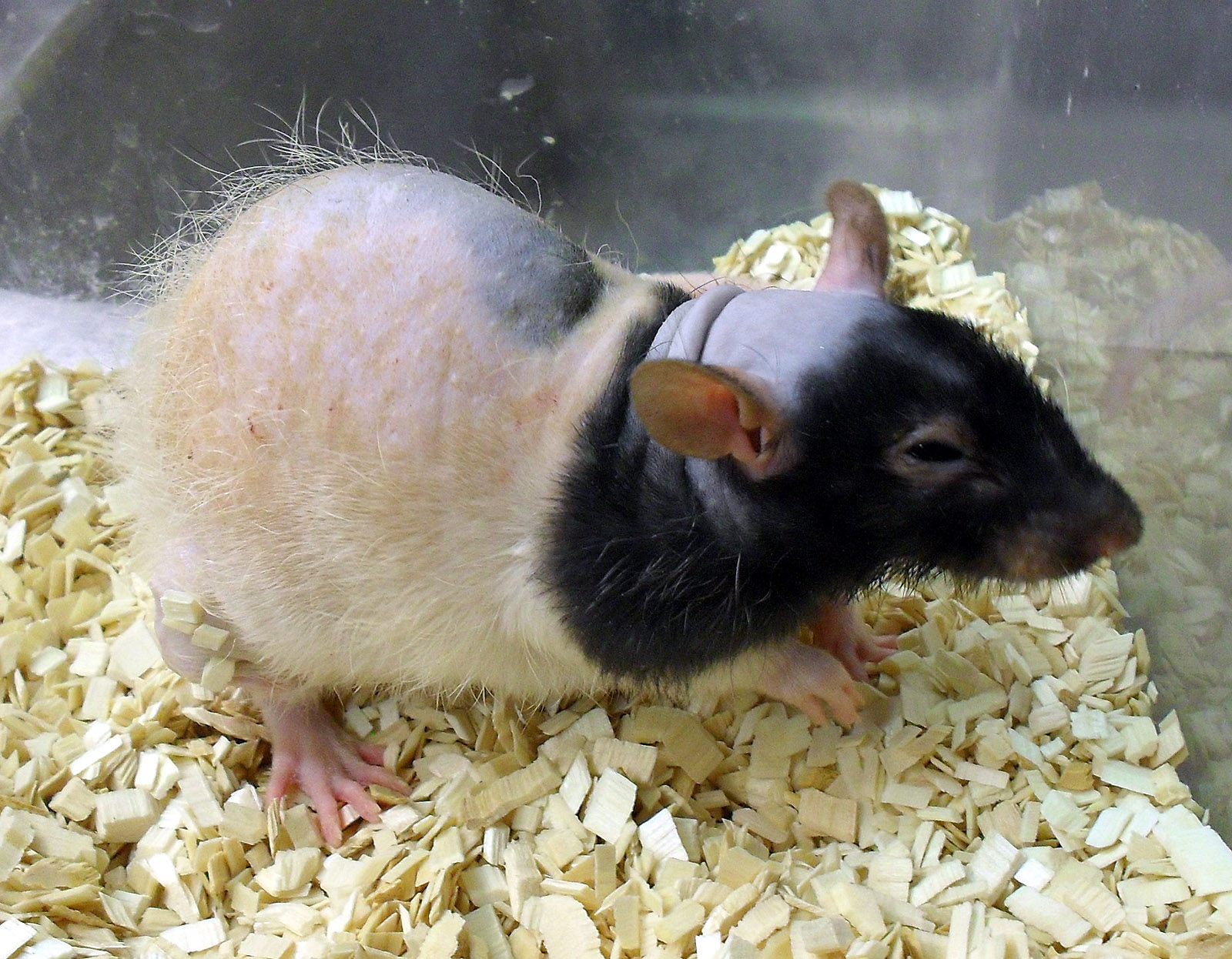
一只裸鼠

实验动物的福利保护模式分为美国模式和欧洲模式两大类。美国模式要求各机构的自我监管，而欧洲模式则是通过立法的方法规定对实验动物的最低福利要求。美国和加拿大采用美国模式，全球其他大部分国家，包括欧洲、澳大利亚、新西兰在内，则是采用欧洲模式。全球大部分国家都已制定有关实验动物福利的规范性文件。在美国，实验大鼠不属于1996年通过的《动物福利法案》保护的对象，不过各机构仍需要设立独立的伦理委员会进行管理。在同样采取美国模式的实验动物福利保障的加拿大，实验大鼠受到动物保护法规的保护。欧洲地区的动物实验指导性文件是欧洲委员会1986年公布的以ETS 123为基础的86/609/EEC号指令，对大鼠进行的实验也受该指令约束。该法令的附录A曾在2004年进行过修改。该法令规定了实验大鼠的笼舍最小面积、高度等标准:77-95。
虽然目前大部分国家都已制定等实验大鼠饲养的最低标准（如笼舍最小尺寸），但为数不少的研究机构或商业公司只是依据政策要求的最低标准设置实验大鼠的饲养条件:77-95。

### 免疫缺損大鼠
免疫缺損大鼠分为无胸腺裸鼠和SCID大鼠两大类，必须生活在无菌环境下。裸鼠是指胸腺先天发育不良的大鼠，体内几乎没有T细胞，因此只有很低的免疫力，而SCID大鼠患有嚴重複合型免疫缺乏症，体内既没有B细胞，也没有T细胞，免疫力完全丧失。免疫缺損大鼠笼舍、饮水和食物都必须灭菌。

## 品系

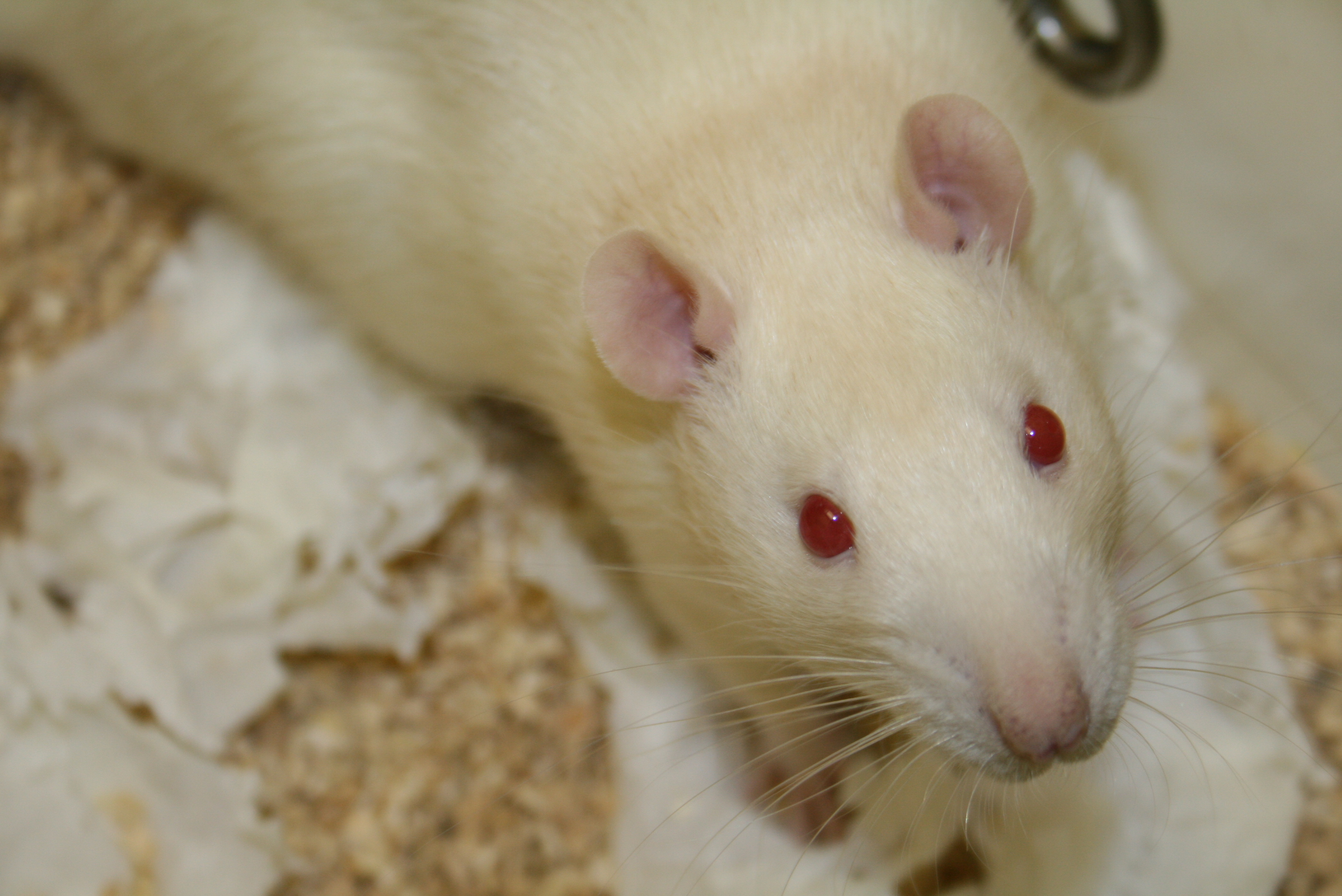
一隻近交系SD大鼠

实验大鼠的品系按遗传背景可以分为近交系和远交（又称为封闭群）系两大类。近交系大鼠品系是指通过亲兄弟姐妹之间连续交配20代以上获得的大鼠品系。远交系大鼠品系是指经过固定场所封闭繁衍4代以上，既不进行近亲交配，也不引入外来血缘大鼠产生的大鼠品系。近交系的优势在于同一品系内的不同大鼠遗传背景均一，能减少由个体差异对实验结果造成的干扰。远交系的大鼠繁殖能力强、有杂种优势。牠們抵抗疾病能力相对较强、寿命相对较长，因此维护成本较低。远交系大鼠能用于对纯合性要求不高的一般性研究中，亦适合用于药学和营养学实验:3:14:17-21。
远交系大鼠的名称由两部分组成，第一部分表示培育该品系的机构名称、第二部分表示该大鼠品系的名称，两部分名称的第一个字母都需要大写，两部分之间用冒号隔开。如远交大鼠品系“Crl:SD”代表该品系是由查爾斯河實驗室（Charles River） 培育出来的斯普拉格-道利（英語：Sprague Dawley）品系大鼠:3-5。一部分已有惯用名称的品系可不遵循命名规则，如Wistar大鼠
。近交系大鼠品系的命名相对复杂，需要是全大写拉丁字母或大写拉丁字母与数字的组合，一般是基于该品系的特征性基因型命名的，如LEW、BN:3-5。

## 应用

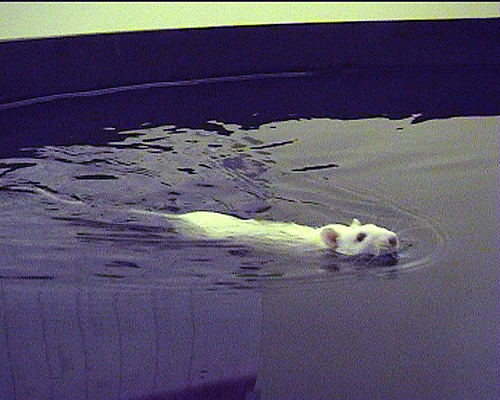
一隻正在进行莫里斯水迷宫测试的实验大鼠

实验大鼠是最常用的实验动物之一。根据估算，实验大鼠与实验小鼠占研究人员每年使用的实验动物数量的80%；用于各类研究的哺乳动物有大约20%是实验大鼠。
实验大鼠主要用于毒理学、畸形学、实验肿瘤学、心血管学、免疫学、口腔医学，以及寄生虫学等领域的研究。因为实验大鼠能用于测试某一物质在高剂量下对生物的毒理学作用，传统的毒理学试验对实验大鼠有很高依赖性。对心血管疾病、代谢疾病、神经系统病变、自身免疫性疾病、恶性肿瘤等疾病的研究常使用实验大鼠作为研究模型。神经行为学以及器官移植方面的研究也可以利用大鼠作为实验对象。新的大鼠遗传学工具与基因组工具的出现，进一步拓展了大鼠用于人类疾病研究的可能性:3。
实验大鼠也是寵物蛇品種（如球蟒、玉米蛇）人工飼養下的主要飼料。

## 轶事
二战时期英国实行配给制期间，一些研究人员曾将实验大鼠当作食物充饥。